# Commedia sexy
Ne doit pas être confondu avec Commediasexi.
Pour plus de détails, voir Fiche technique et Distribution.
Commedia sexy est un film italien réalisé par Claudio Bigagli, sorti en 2001, avec Alessandro Benvenuti, Elena Sofia Ricci, Ricky Tognazzi, Micaela Ramazzotti et Giuppy Izzo (it) dans les rôles principaux.

## Synopsis
Anna (Elena Sofia Ricci) et Filippo (Alessandro Benvenuti), après avoir déposé leurs enfants en voyage scolaire, organisent une soirée coquine basée sur la tequila, le sexe et la fête. Ils croisent la route de Giulia (Micaela Ramazzotti), qui se révèle être la jeune amante du meilleur ami de Filippo, Ugo (Ricky Tognazzi), mariée à la meilleure amie d'Anna, Marcella (Giuppy Izzo (it)), ce qui transforme la soirée en un long calvaire, entre incompréhensions et quiproquos.

## Fiche technique
- Titre : Commedia sexy
- Titre original : Commedia sexy
- Réalisation : Claudio Bigagli
- Scénario : Claudio Bigagli, Simona Izzo et Angela Scarparo
- Photographie : Vittorio Bagnasco
- Montage : Fabio Ferranti
- Musique : Antonio Di Pofi
- Décors : Mario Rossetti
- Producteur : Vittorio Cecchi Gori, Massimo Ferrero et Claudio Gaeta
- Société de production : Cecchi Gori Group (it) et Blu Cinematografica
- Pays d'origine :  Italie
- Langue : Italien
- Format : Couleur
- Genre : Comédie
- Durée :  90 minutes
- Dates de sortie : Italie : 26 janvier 2001

## Distribution
- Alessandro Benvenuti : Filippo
- Elena Sofia Ricci : Anna
- Ricky Tognazzi : Ugo
- Micaela Ramazzotti : Giulia
- Giuppy Izzo (it) : Marcella
- Claudio Bigagli : le greffier
- Roberto Brunetti (it) : le chauffeur de taxi
- Francesco Venditti (it) : Matteo
- Juana Jiménez : Vera